# Capurodendron
Capurodendron es un género de plantas de la familia de las sapotáceas con 24 especies.
El género es endémico de Madagascar.
Especies
1. Capurodendron andrafiamenae
2. Capurodendron androyense
3. Capurodendron ankaranense
4. Capurodendron antongiliense
5. Capurodendron apollonioides
6. Capurodendron bakeri
7. Capurodendron costatum
8. Capurodendron delphinense
9. Capurodendron gracilifolium
10. Capurodendron greveanum
11. Capurodendron ludiifolium
12. Capurodendron madagascariense
13. Capurodendron mandrarense
14. Capurodendron microphyllum
15. Capurodendron nodosum
16. Capurodendron perrieri
17. Capurodendron pervillei
18. Capurodendron pseudoterminalia
19. Capurodendron rubrocostatum
20. Capurodendron rufescens
21. Capurodendron sakalavum
22. Capurodendron suarezense
23. Capurodendron tampinense
24. Capurodendron terminalioides